# Tiétiéguimé
Tiétiéguimé (auch: Tchétchéguimé, Tiétchiguimé, Tiétiégui, Tré-Tré Guiné, Tyétyédji) ist ein Dorf in der Landgemeinde Namaro in Niger.

## Geographie
Das von einem traditionellen Ortsvorsteher (chef traditionnel) geleitete Dorf liegt am rechten Ufer des Flusses Niger. Es befindet sich rund drei Kilometer südöstlich des Hauptorts Namaro der gleichnamigen Landgemeinde, die zum Departement Kollo in der Region Tillabéri gehört. Zu den Siedlungen in der näheren Umgebung von Tiétiéguimé zählen stromaufwärts im Westen Hotto Koira Hondora, am gegenüberliegenden Flussufer im Nordwesten Koutoukalé Kado und im Nordosten Komba Goura sowie stromabwärts im Osten Hondey Zéno.
Tiétiéguimé ist Teil der Übergangszone zwischen Sahel und Sudan. Die durchschnittliche jährliche Niederschlagshöhe beträgt hier zwischen 400 und 500 mm.

## Bevölkerung
Bei der Volkszählung 2012 hatte Tiétiéguimé 697 Einwohner, die in 87 Haushalten lebten. Bei der Volkszählung 2001 betrug die Einwohnerzahl 401 in 50 Haushalten und bei der Volkszählung 1988 belief sich die Einwohnerzahl auf 279 in 34 Haushalten.

## Wirtschaft und Infrastruktur

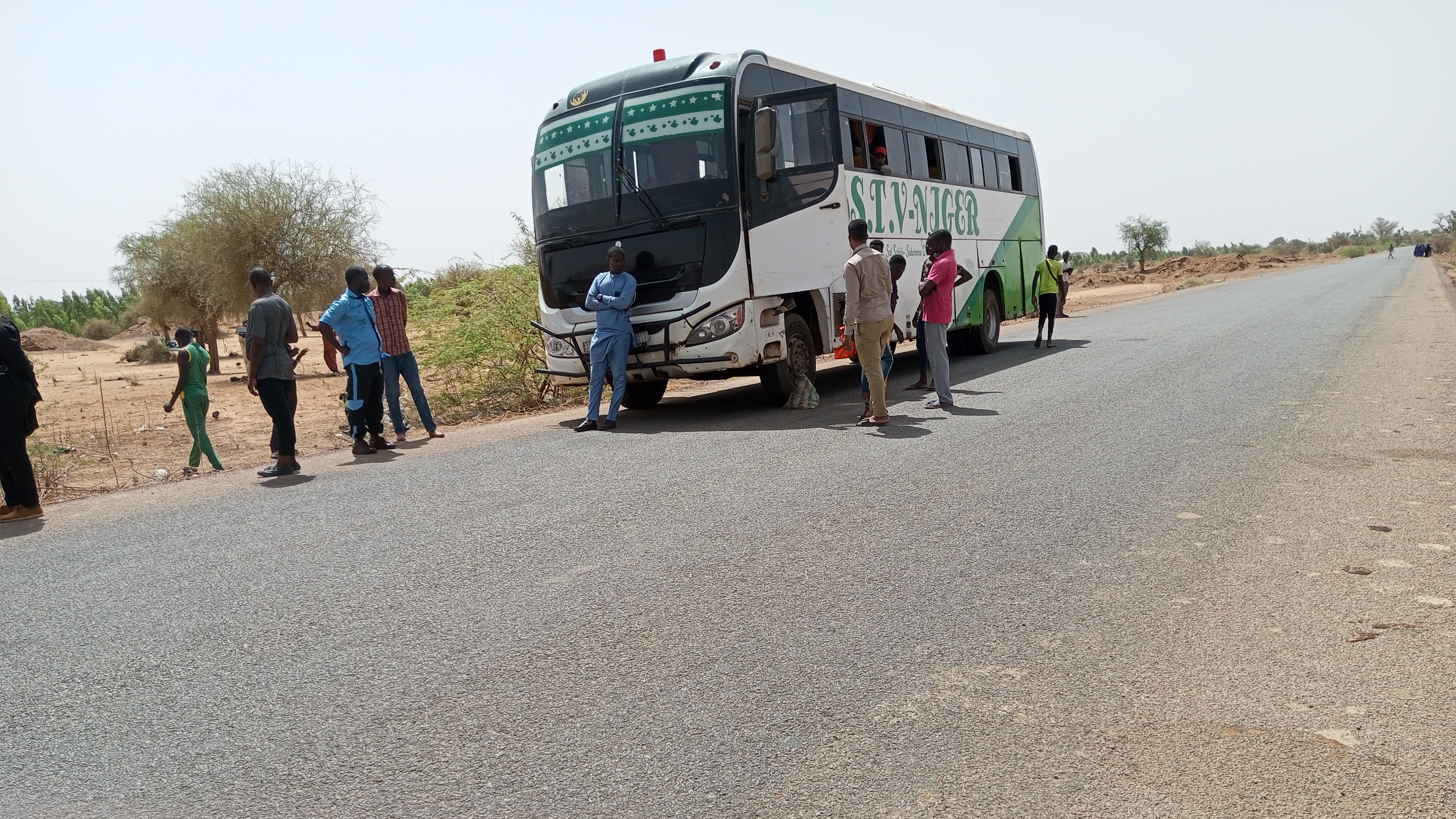
Nationalstraße 4 bei Tiétiéguimé (2023)

Die Bevölkerung baut Kürbisse, Maniok, Süßkartoffeln, Tomaten und Melonen an. Die landwirtschaftlichen Aktivitäten sind durch Fluten in den Trockentälern (koris) beeinträchtigt. Saisonale Arbeitsmigration ist ein wichtiger Wirtschaftsfaktor. Es ist eine Getreidebank vorhanden. Es werden Rinder für die Milchproduktion gehalten.
Es gibt eine Schule im Dorf. Durch Tiétiéguimé verläuft die 214,1 Kilometer lange Nationalstraße 4 zwischen der Hauptstadt Niamey und der Staatsgrenze zu Burkina Faso.